# Shinglehouse
Shinglehouse é um distrito localizado no estado norte-americano de Pensilvânia, no Condado de Potter.

## Demografia
Segundo o censo norte-americano de 2000, a sua população era de 1250 habitantes.
Em 2006, foi estimada uma população de 1167, um decréscimo de 83 (-6.6%).

## Geografia
De acordo com o United States Census Bureau tem uma área de
5,4 km², dos quais 5,4 km² cobertos por terra e 0,0 km² cobertos por água. Shinglehouse localiza-se a aproximadamente 465 m acima do nível do mar.

## Localidades na vizinhança
O diagrama seguinte representa as localidades num raio de 16 km ao redor de Shinglehouse.